# Xerosi
Per  xerosi (dal greco xērós-, secchezza) si intende la mancanza di umidità dei tessuti umani. Senza aggettivazioni normalmente ci si riferisce alla xerosi cutanea, anche se potrebbe riferirsi alla secchezza delle mucose nasali o orali. Il termine quindi normalmente indica il quadro clinico associato alla disidratazione cutanea, cioè alla pelle secca non congenita o associata a patologie sistemiche .
Nel caso di secchezza oculare si utilizza il termine xeroftalmia.

## Epidemiologia
In quanto disequilibrio della funzione barriera della cute, la xerosi si manifesta quasi sempre negli anziani (oltre 60 anni) come segno dell'invecchiamento cutaneo. Piccole variazioni della tipica idratazione e composizione lipidica dello strato corneo possono dipendere dall'etnia. A parità di fascia di età la prevalenza è maggiore nelle donne post-menopausa e in chi soffre di dermatite atopica.

## Eziopatogenesi
Può essere causata dalla combinazione di molti fattori, come fattori scatenanti ambientali, background genetico, età e malattie concomitanti. Le concause sono molteplici, fra cui la carenza della vitamina A, l'ittiosi, contatto eccessivo con l'acqua, il diabete, l'esposizione all'aria secca, ipotiroidismo, malattia renale cronica, malnutrizione e perdita di peso, dermatite subclinica, trattamento con alcuni farmaci come retinoidi orali , diuretici e inibitori del recettore del fattore di crescita epidermico.
Tra le principali cause di secchezza cutanea ci sono una fisiologica alterazione del film idro-lipidico superficiale con conseguente incremento della TEWL e un'alterazione della fisiologica desquamazione cutanea e della differenziazione dei cheratinociti.  Alla xerosi può essere associata: una riduzione complessiva dei lipidi nello strato corneo, un rapporto tra ceramidi, colesterolo e acidi grassi liberi spesso alterato, una ridotta proliferazione dei cheratinociti, una diminuzione delle cheratine K1, K10 e un aumento di quelle K5, K14, un aumento nell'espressione della involucrina.

## Clinica

### Sintomatologia
Si manifesta con sottili rughe e fessure della pelle, ruvida, che a volte si desquama e prurito. Il prurito può portare a escoriazioni e rischio di infezioni della pelle. Tipicamente colpisce persone di mezza età o anziani alle gambe, mani e piedi. Quando si manifesta nella prima infanzia è quasi sempre segno di una ittiosi familiare.

### Diagnosi strumentale
La percezione del livello/gravità della xerosi è fortemente influenzata da fattori soggettivi e sociali. La dermatoscopia può essere largamente applicata nell’osservazione della xerosi per individuare presenza dimensioni e quantità delle squame e fessurazioni. Altre misurazioni strumentali utili per la caratterizzazione della xerosi sono la misura dell'idratazione con spettroscopia Raman, la misura dell'elasticità e ruvidità della pelle, la squamometria,

## Terapia
La terapia cura i sintomi attraverso il miglioramento dell'idratazione cutanea e uso di cosmetici o speciali pomate formulate con sostanze emollienti quali la glicerina e la lanolina. Se la causa è da imputarsi ad un lavaggio del corpo eccessivo basta ridurne l'aggressività per ritornare alla condizione fisiologica di partenza. È importante anche utilizzare acqua tiepida, non eccessivamente calda, e non indossare indumenti ruvidi.